# Tunica
Tunica (Yoron, Tonika, Tonica), Najznačajnije pleme američkih Indijanaca porodice Tonikan, naseljeno u povijesno doba na donjim tokovima rijeke Yazoo u Mississippiju. danas žive s Biloxi Indijancima ujedinjeni pod imenom Tunica-Biloxi Tribe of Louisiana, čije je središte u Marksvilleu.

## Ime
Ime Tunica dolazi, prema Gatschetu, od riječi uni = 'people', ili "those who are the people, " (Swanton). Sami sebe nazivali su Yoron.

## Jezik
Jezik tunica član je porodice Tonikan. Po nekim jezikoslovcima ova jezična porodica koja po njima nosi ime, obuhvaćala je i jezike Indijanaca Chitimacha i Atakapa, koje se također smatraju samostalnim porodicama nazivanim Chitimachan i Attacapan, te se zajedno još i danas prema lokalitetu uz Meksički zaljev, nazivaju Gulf ili zaljevska porodica. Svi ovi jezici su nestali. Pleme Tunica 1977. etnički broji oko 150 duša, a naseljeni su na malenom rezervatu s Biloxi Indijancima u Louisiani.
Godine 1886. Albert Gatschet iz Bureau of American Ethnology sastavio je uz pomoć preživjelih Tuinica rječnik, a John Reed Swanton, zapisao je nekoliko zanimljivih mitova.

## Povijest
Tunice nisu nikada bili brojan narod, a u vrijeme dolaska prvih Francuza oni žive u malenim selima na donjem toku rijeke Yazoo, i alijansi s plemenima Yazoo i Ofogoula, i broje možda 700 duša. Ovo pleme moglo bi ipak biti identično s narodom kojega 1540. susreće Hernando de Soto i naziva ih "Tanico", vjerojatno na području današnje sjeveroistočne Louisiane. Godine 1698. dolaskom misionarskih svećenika počinje njihova poznata povijest. Već sljedeće godine Francuz Antoine Davion utemeljuje među njima misiju i proučava njihov jezik. Iste godine posjećuje ih i Pierre Le Moyne d'Iberville a 1700. i otac Jacques Gravier. Uskoro će doći i do nevolja koje su 1702. izazvali Koroa Indijanci, koji u sporazumu s jednim drugim plemenom, Yazoo, ubiše na spavanju Nicholas Foucaulta koji je došao asistirati Davionu, kao i trojicu drugih Francuza. Davion tada napusti Tunice i povlaći se u francusku utvrdu u Mobile, da bi se vratio tek 1705., nakon što ga je delegacija Tunica na to uspjela nagovoriti.
Godine 1706. prijeti opasnost od plemena Chickasaw, poznatih po tome što su odlazili u lov na robove. Tunice zajedno s ocem Davionom bježe preko Mississippija i naseljavaju se blizu ušća Red Rivera. Godine 1719. u ovom kraju nalazi ih Jean-François La Harpe, a među njima i oca Daviona koji je Indijancima počeo propovijedati protiv poligamije i paganskih ceremonija. Pierre Francois-Xavier de Charlevoix, njihovo glavno selo posjetio je 1721., plemenom je vladao poznati i legendarni poglavica Cahura-Joligo, za kojega piše da je prihvatio 'civiliziranu' odjeću. Za Cahura-Joligu kruži legenda da je pokopan zajedno sa zlatnim i srebrnim novcem koje mu je poklonio Louis XV de France, za pomoć koju su Tunice pružili francuskim naseljenicima u kolonijalnoj Louisiani. Poglavica Cahura-Joligo ubijen je 1731. u napadu Natchez Indijanaca na Angolu (The Farm).
Godine 1716. za Tunice počinju neprilike s Natchez Indijancima, konačni obračun započet će 1729. Tunice na svojoj strani imali uza sebe nikakvih prijateljskih plemena, a jedinu podršku dali su im njihovi stari prijatelji Francuzi. Kraj će uslijediti 1731. Veliki dijelovi izbjeglih Natcheza, potpomognuti Chickasaw i Koroa Indijancima potući će ih i bespoštednoj bici, pobiti njihove najbolje ratnike i ubiti njihovog poglavicu Cahura-Joligo. Od ovoga neće se više nikada oporaviti. Godine 1758 njih 250 živi u selu kod Pointe Coupée, ali se između 1784. i 1803. njihovi ostaci preselili su se kod Marksvillea u Louisiani na Red River. Njihovi potomci i danas ovdje žive.

## Etnografija
Tunice su bili agrikulturan narod, a po kulturi i običajima slični plemenima Natchez i Taensa. I kod muškaraca i kod žena bio je običaj da se vrši umjetna deformacija lubanje. Hodali su gotovo potpuno goli, osim u vrijeme kakvih vjerskih događanja, dok su kosu puštali da im pada niz pleća. Najviše svoga vremena muškarci su provodili u poljima kukuruza, a u lov se išlo rjeđe, kao što su i meso znatno rjeđe konzumirali. Svoje mrtve su pokapali u grob, te držali upaljenu vatru i čuvali ga prve četiri noći dok duša ne bi otišla u svijet duhova. Slično ostalim ratarima američkog Jugoistoka, kao što su Muskhogean i Natchesan plemena gradili su svetišta u kojima je gorjela sveta vatra. Prema ocu Gravieru, Tunice su imali 9 glavnih bogova, to su: Sunce, Grom, Vatra i bogove neba i zemlje. Nema zapisa o krvavim ritualima kakve su imali Natchezi i Taense.

## Vanjske poveznice
- Tunica Indian Tribe History
- Tunica Indian Fact Sheet
- Angola Farm  Arhivirana inačica izvorne stranice od 9. veljače 2010. (Wayback Machine)